# Circondario della Marca
Il circondario della Marca (in tedesco Märkischer Kreis) è uno dei circondari della Renania Settentrionale-Vestfalia, in Germania.
Appartiene al distretto governativo di Arnsberg. Comprende 12 città e 3 comuni. Capoluogo e centro maggiore è Lüdenscheid.
Prende il nome dal territorio storico della Contea di Mark.

## Geografia antropica

### Suddivisioni amministrative
Il Märkischer Kreis comprende 12 città e 3 comuni.
Città
- Altena (media città di circondario) (16 389)
- Balve (11 092)
- Halver (16 120)
- Hemer (media città di circondario) (33 708)
- Iserlohn (grande città di circondario) (91 873)
- Kierspe (16 043)
- Lüdenscheid (grande città di circondario) (71 230)
- Meinerzhagen (20 535)
- Menden (Sauerland) (media città di circondario) (52 096)
- Neuenrade (43 492)
- Plettenberg (media città di circondario) (24 716)
- Werdohl (17 727)

Comuni
- Herscheid (6 933)
- Nachrodt-Wiblingwerde (6 441)
- Schalksmühle (10 227)

(Abitanti al 31 dicembre 2021)